# Kiruna IF
Kiruna IF ist ein 1988 gegründeter schwedischer Eishockeyklub aus Kiruna. Die Mannschaft spielt in der Hockeyettan.

## Geschichte
Der Verein wurde 1988 unter dem Namen Team Kiruna IF gegründet. Er entstand durch den Zusammenschluss der Eishockeyabteilungen von Kiruna AIF und IFK Kiruna. Die Mannschaft nahm bereits in ihrer Premierenspielzeit an der damals noch zweitklassigen Division 1 teil, in der sie sich in der Folgezeit etablieren konnte. In der Saison 2002/03 stieg die Mannschaft aufgrund finanzieller Probleme freiwillig aus der neuen zweiten Spielklasse, der HockeyAllsvenskan, in die mittlerweile drittklassige Division 1 ab. In dieser – nunmehr Hockeyettan genannten – Liga ist die Mannschaft seither aktiv.

## Bekannte ehemalige Spieler
- Jan-Axel Alavaara
- Karl Fabricius
- Petri Kokko
- Juuso Riksman
- Mikko Strömberg
- Johan Tornberg